# مجموعة الصين الإعلامية
مجموعة الصين الإعلامية ( الصينية : 中央广播电视总台)؛ تعتبر بمثابة تكتل شركات الإعلامية في الصين أو الإتحاد العام للإذاعة والتلفزيون المركزي في الصين والمعروفة أيضًا باسم صوت الصين ،   هي شركة الإعلام الحكومية المهيمنة و المسيطرة على البث الإذاعي والتلفزيوني في جمهورية الصين الشعبية. تأسست في 21 مارس 2018، كدمج لجميع المؤسسات الإعلامية المملوكة للدولة بما في ذلك تلفزيون الصين المركزي  ، وإذاعة الصين الوطنية ، وراديو الصين الدولي .  تخضع مجموعة الصين الإعلامية لسيطرة مباشرة من إدارة الدعاية المركزية للحزب الشيوعي الصيني .  

## أنظر أيضاً
- وسائل الإعلام في الصين
- الإدارة الوطنية للإذاعة والتلفزيون
- وكالة أنباء شينخوا